# Micropterix lambesiella
Micropterix lambesiella és una espècie d'arna de la família Micropterigidae. Va ser descrita per Viette, l'any 1949.
És una espècie endèmica del nord-est d'Algèria. Té una envergadura de 4,2-4,5 mm.